# ملكة جمال الفلبين 2021
ملكة جمال الفلبين 2021 (بالفلبينية: Binibining Pilipinas 2021) هي النسخة السابعة والخمسين من مسابقة ملكة جمال الفلبين كان من المقرر مبدئيًا ان تكون ليلة التتويج في 26 أبريل 2020 ؛ نظرًا لانتشار وباء كوفيد-19 تم تأجيلها إلى 11 يوليو 2021. حيث عقد الحدث في سمارت أرانيتا كوليسيوم في كويزون سيتي، الفلبين، وقدم الحفل كل ونيكول كوردوفز و ملكة جمال السابقة كاتريونا غراي. نظرًا للتأثيرات المستمرة للوباء ، تم تنفيذ العديد من البروتوكولات الصحية لضمان سلامة المضيفين والمرشحين والمنظمين للحدث.
في نهاية الحدث توجت هانا أرنولد من ماسبات ملكة ملكة جمال الفلبين الدولية 2021 لهذا العام من قبل كل من بيا باتريشيا ماغتانونغ وغازيني كريستيانا جوردي غانادوس ، فيما توجت سامانثا بيرنادو سامانثا الكسندرا بانليليو من كاويته ملكة ملكة جمال الفلبين الدولية الكبرى 2021 من قبل ماريا أندريا أبيساميس ، توجت فاي أوبينيتا من كاجايان دو آورو ، ملكة ملكة جمال الفلبين انتركونتيننتال 2021 من قبل إيما ماري تيغلاو، وتوجت مورين آن مونتاني من باتانجاس في لقب ملكة جمال الفلبين غلوب 2021 من قبل وليرين ماي باوتيستا، وحصلت غابرييل كاميل باسيانو من بورونجان ، على لقب الوصيف الأولى ، وميجي كروز من فالينزويلا الوصيفة ثانية.
ابتداءً من هذه النسخة سيمثل الفائزات في مسابقة ملكة جمال الفلبين في مسابقة ملكة جمال الدولية ، و ملكة جمال الدولية الكبرى ، و ملكة جمال إنتركونتيننتال ، و ملكة جمال غلوب بعد خسارة امتيازها مسابقة ملكة جمال الكون وملكة جمال سوبرناشونال.

## نتيجة
تم منح 4 ألقاب للمشاركة دوليًا. ابتداءً من هذه النسخة ، سيمثل الفائز في مسابقة ملكة جمال الفلبين الفلبين في مسابقة ملكة جمال العالم ، واحدة من أكبر أربع ملكات جمال دولية بسبب خسارة شركة ملكة جمال الفلبين الخيرية. امتيازها لملكة جمال الكون. يوجد أيضًا مركزان في المركز الثاني بالترتيب التالي:
| النتائج النهائية                      | المتسابقة |
| ------------------------------------- | --- |
| ملكة جمال الفلبين الدولية 2021        | - ماسبات - هانا أرنولد |
| ملكة جمال الفلبين الدولية الكبرى 2021 | - كاويته - سامانثا الكسندرا بانليليو |
| ملكة جمال الفلبين انتركونتيننتال 2021 | - كاجايان دو آورو - سندريلا فاي أوبينيتا § |
| ملكة جمال الفلبين غلوب 2021           | - باتانغاس - مورين آن مونتاني |
| الوصيفة الأولى                        | - بورونغان - غابرييل كميل باسيانو |
| الوصيفة الثانية                       | - فالنزويلا - ميجي كروز |
| أفضل 13                               | - مانيلا - باتريسيا ماريا غارسيا - كزون - باتريشيا دينيس بابيستا - إلويلو - كارين لوري ميندوزا - ألباي - جاشمين لين ديماكولانغان - انجلس - ماريا فرانشيسكا تاروك - ريزال - هني جريس كارتاسانو - أورينتال ميندورو - جراسييلا ليمان |

§ - الفائز في تصويت المعجبين

## الحكام
عمل ما يلي كقضاة في ليلة تتويج ملكة جمال الفلبين 2021:
- راجو لوريل - مصمم أزياء[10]
- بينكي ويب - مذيع
- ماريا جارسيا - المدير العام لـ نوفوتيل
- ديوسيلدو سي - الرئيس التنفيذي لـ إيفر بيلينا
- إنريكي جيل - ممثل
- كايلي فيرزوسا - ملكة جمال الدولية 2016
- لايزا سوبيرانو - ممثلة
- بينيتو بنجزون جونيور - وكيل وزارة السياحة والمتحدث الرسمي

## المتسابقات
في 24 فبراير 2021 ، تم تأكيد 37 متسابقة كمرشحين رسميين.
| م. | المدينة / البلدية / المقاطعة | المتسابقة                 | العمر | الطول                     | في مركز                                            |
| -- | ---------------------------- | ------------------------- | ----- | ------------------------- | -------------------------------------------------- |
| 1  | كاويته                       | سامانثا بانليليو          | 24    | 1.65 م (5 قدم 5 بوصة)     | حاملة لقب بينيبينينغ فيليبيناس الدولية الكبرى 2021 |
| 2  | ماريكينا                     | لويس آن باداندو           | 22    | 1.65 م (5 قدم 5 بوصة)     |                                                    |
| 3  | مانيلا                       | باتريزيا غارسيا           | 25    | 1.66 م (5 قدم 5 1⁄2 بوصة) | أفضل 13                                            |
| 4  | سان فرناندو، الفلبين         | أريان ديزيري فياردو       | 24    | 1.66 م (5 قدم 5 1⁄2 بوصة) |                                                    |
| 5  | أوكسيدنتال ميندورو           | برينساس كين جوانزون       | 19    | 1.68 م (5 قدم 6 بوصة)     |                                                    |
| 6  | كالوكان                      | شانون تامبون              | 23    | 1.68 م (5 قدم 6 بوصة)     |                                                    |
| 7  | فالنزويلا                    | ميجي كروز                 | 26    | 1.68 م (5 قدم 6 بوصة)     | الوصيفة الثانية                                    |
| 8  | كزون                         | باتريشيا دينيس بابيستا    | 22    | 1.68 م (5 قدم 6 بوصة)     | أفضل 13                                            |
| 9  | ماندالويونغ                  | شايرا ماري رونا           | 21    | 1.68 م (5 قدم 6 بوصة)     |                                                    |
| 10 | باتانغاس                     | مورين مونتاني             | 27    | 1.70 م (5 قدم 7 بوصة)     | حاملة لقب ملكة جمال الفلبين غلوب 2021              |
| 11 | بوكاوي                       | فيانكا لويز مارسيلو       | 25    | 1.70 م (5 قدم 7 بوصة)     |                                                    |
| 12 | كاجايان دو آورو              | سندريلا فاي أوبينيتا      | 24    | 1.72 م (5 قدم 7 1⁄2 بوصة) | حاملة لقب ملكة جمال الفلبين انتركونتيننتال 2021    |
| 13 | لاغونا                       | الكسندرا روساليس          | 23    | 1.73 م (5 قدم 8 بوصة)     |                                                    |
| 14 | دافاو ديل سور                | جوستين بياتريس فيليزارتا  | 25    | 1.75 م (5 قدم 9 بوصة)     |                                                    |
| 15 | مدينة إيلويلو                | كارين لوري ميندوزا        | 24    | 1.75 م (5 قدم 9 بوصة)     | أفضل 13                                            |
| 16 | بلاغتاس، بولاكان             | كيمبرلي آن تيكستيك        | 21    | 1.76 م (5 قدم 9 1⁄2 بوصة) |                                                    |
| 17 | ماسبات                       | هانا ارنولد               | 24    | 1.78 م (5 قدم 10 بوصة)    | حاملة لقب ملكة جمال الفلبين الدولية 2021           |
| 18 | نويفا إيسيا                  | ماريا روث إريكا كوين      | 24    | 1.76 م (5 قدم 9 1⁄2 بوصة) |                                                    |
| 19 | بورونغان                     | غابرييل كميل باسيانو      | 22    | 1.75 م (5 قدم 9 بوصة)     | الوصيفة الأولى                                     |
| 20 | روكساس ، إيزابيلا            | لوفلي ميركادو             | 24    | 1.75 م (5 قدم 9 بوصة)     |                                                    |
| 21 | لا يونيون                    | كارينا كارينو             | 22    | 1.73 م (5 قدم 8 بوصة)     |                                                    |
| 22 | بامبانغا                     | كزارينا جياو              | 20    | 1.73 م (5 قدم 8 بوصة)     |                                                    |
| 23 | ألباي                        | جاشمين ديماكولانجان       | 24    | 1.72 م (5 قدم 7 1⁄2 بوصة) | أفضل 13                                            |
| 24 | انجلس                        | ماريا فرانشيسكا تاروك     | 21    | 1.70 م (5 قدم 7 بوصة)     | أفضل 13                                            |
| 25 | ريزال                        | هني كارتاسانو             | 26    | 1.70 م (5 قدم 7 بوصة)     | أفضل 13                                            |
| 26 | اريات ، بامبانجا             | نوريزا فاليريو            | 22    | 1.68 م (5 قدم 6 بوصة)     |                                                    |
| 27 | أورينتال ميندورو             | جراسييلا ليمان            | 22    | 1.68 م (5 قدم 6 بوصة)     | أفضل 13                                            |
| 28 | رومبلون                      | دانيكا جوي بيرالتا أكونيا | 26    | 1.68 م (5 قدم 6 بوصة)     |                                                    |
| 29 | اولونجابو                    | الكسندرا فيث غارسيا       | 26    | 1.66 م (5 قدم 5 1⁄2 بوصة) |                                                    |
| 30 | سيبو                         | مرسيدس روميرو بير         | 26    | 1.68 م (5 قدم 6 بوصة)     |                                                    |
| 31 | اغونسيلو ، باتانغاس          | ميكا روسال                | 24    | 1.68 م (5 قدم 6 بوصة)     |                                                    |
| 32 | تاجوم                        | ليزلي آن تيكارو           | 26    | 1.65 م (5 قدم 5 بوصة)     |                                                    |
| 33 | مدينة زامبوانجا              | بيلاتريكس تان             | 25    | 1.65 م (5 قدم 5 بوصة)     |                                                    |
| 35 | سلطان قادرات                 | هني بي باريناس            | 21    | 1.65 م (5 قدم 5 بوصة)     |                                                    |

## روابط خارجية
- موقع ملكة جمال الفلبين الرسمي